# Diviziunea Western
Diviziunea Western este una dintre cele 6 unități administrativ-teritoriale de gradul I ale statului Gambia. Reședința sa este orașul Brikama.

## Districte
Este împărțită în 9 districte:
- Foni Bintang-Karenai
- Foni Bondali
- Foni Brefet
- Foni Jarrol
- Foni Kansala
- Kombo Central
- Kombo East
- Kombo North/Saint Mary
- Kombo South